# غوستاف شرودر
غوستاف شرودر (بالألمانية: Gustav Schröder)‏ هو مقاوم وبحار ألماني، ولد في 27 سبتمبر 1885 في هادرسلف ‏ في الدنمارك، وتوفي في 10 يناير 1959 في هامبورغ في ألمانيا.